# Let It Be (Album)
Let It Be (englisch für „Lass es geschehen“) ist das zwölfte und letztveröffentlichte Studioalbum der britischen Gruppe The Beatles. Es erschien am 8. Mai 1970 in Großbritannien und Deutschland. In Großbritannien war es einschließlich des Kompilationsalbums ihr 13. Album, in Deutschland war es einschließlich der Kompilationsalben ihr 17. Album. In den USA erschien es am 18. Mai 1970, hier war es ihr 20. Album. Obwohl es zum größten Teil bereits vor Abbey Road, dem letzten von den Beatles zusammen im Studio aufgenommenen Album, eingespielt wurde, erschien es erst danach, parallel zum gleichnamigen Dokumentationsfilm Let It Be. Zu diesem Zeitpunkt existierte die Band bereits nicht mehr.

## Entstehung

### Aufnahmen der Beatles mit George Martin

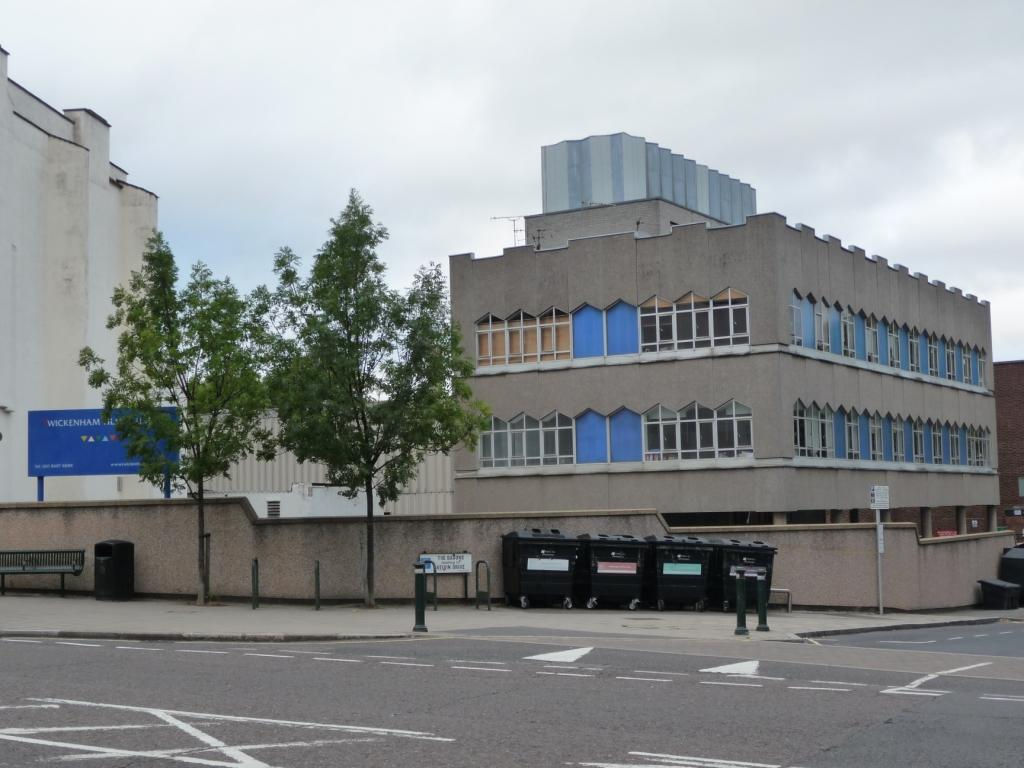
Twickenham Film Studios

Nach den Problemen und zahlreichen Streitigkeiten zwischen den Gruppenmitgliedern bei der Arbeit am Album The Beatles, dessen letzte Aufnahmen Mitte Oktober 1968 fertiggestellt wurden, war es Paul McCartney, der als treibende Kraft nach einem Ausweg aus der Krise suchte. Ihm schwebte vor, die Gruppe wieder an ihre Ursprünge zurückzuführen, die Beatles als Live-Band zu reaktivieren. Seine Bandkollegen John Lennon und George Harrison zeigten sich wenig begeistert. Ein Konzert kam auf keinen Fall in Betracht, aber Harrison erklärte sich mit einem Film oder einer Fernsehshow einverstanden.
George Martin: „Die Beatles sagten: ‚Lass uns ein komplett neues Album machen, dessen Stücke noch keiner kennt und das vor Publikum.‘ Eine großartige Idee, allerdings konnte man im Februar nirgendwo in England ein Open-Air-Konzert veranstalten, und es gab keinen Saal, um die Beatles und all ihr Gefolge aufzunehmen. Kalifornien kam uns in den Sinn, aber das war dann doch zu teuer. Wir überlegten nach Marrakesch zu gehen und die Leute einfach mitzunehmen. Aber der Vorschlag fiel ebenfalls durch. Am Ende standen wir trotz allem mit leeren Händen da. Also zogen sie in die Twickenham Film Studios, um dort ihre Stücke einzuspielen, und ich kam mit. Es gab viele Diskussionen und wenig Einigkeit. Zu jener Zeit kamen sie mir wie ein steuerloses Schiff vor. Die vier mochten sich nicht mehr besonders, und ständig kam es zu Reibereien zwischen ihnen.“
Ohne eine klare Vorstellung über das Projekt zu haben, fanden sich die Beatles am 2. Januar 1969 in den Twickenham Film Studios ein, um Stücke für einen eventuellen Live-Auftritt zu proben. Für die Tonaufnahmen waren George Martin und Glyn Johns verantwortlich. Da beschlossen worden war, die Arbeiten filmisch zu dokumentieren, wurde Michael Lindsay-Hogg als Regisseur engagiert.
Die Spannungen innerhalb der Gruppe hielten allerdings an und erreichten einen Höhepunkt, als George Harrison nach wiederholten Meinungsverschiedenheiten mit John Lennon und Paul McCartney am 10. Januar 1969 seinen Abschied von den Beatles erklärte und vorübergehend seine Mitarbeit am Projekt beendete.
George Harrison: „Wir alle hatten so etwas schon durchgemacht. Das war wirklich eine ziemlich schwierige und stressige Zeit für uns. Ich bin aufgestanden und dachte: ‚Mir reichts jetzt, ich gehe.‘ Also habe ich meine Gitarre genommen, bin nach Hause gefahren und habe am Nachmittag Wah Wah geschrieben.“
Paul McCartney: „Nachdem George das Studio verlassen hatte, haben wir uns in Johns Haus zusammengesetzt und beratschlagt. Ich glaube, John meinte: ‚Dann lasst uns doch Eric holen.‘ Ich sagte: ‚Nein!‘ Wahrscheinlich hatte John nur einen Scherz gemacht. Wir alle dachten: Nein, so geht das aber nicht. George hat uns verlassen, und das dürfen wir nicht zulassen. Das ist nicht gut für uns.“
Ringo Starr: „Wir sind dann alle zu George nach Hause gegangen und haben ihm gesagt, wie sehr wir ihn mögen. Dann haben sich die Gemüter beruhigt und er ist zurückgekommen.“

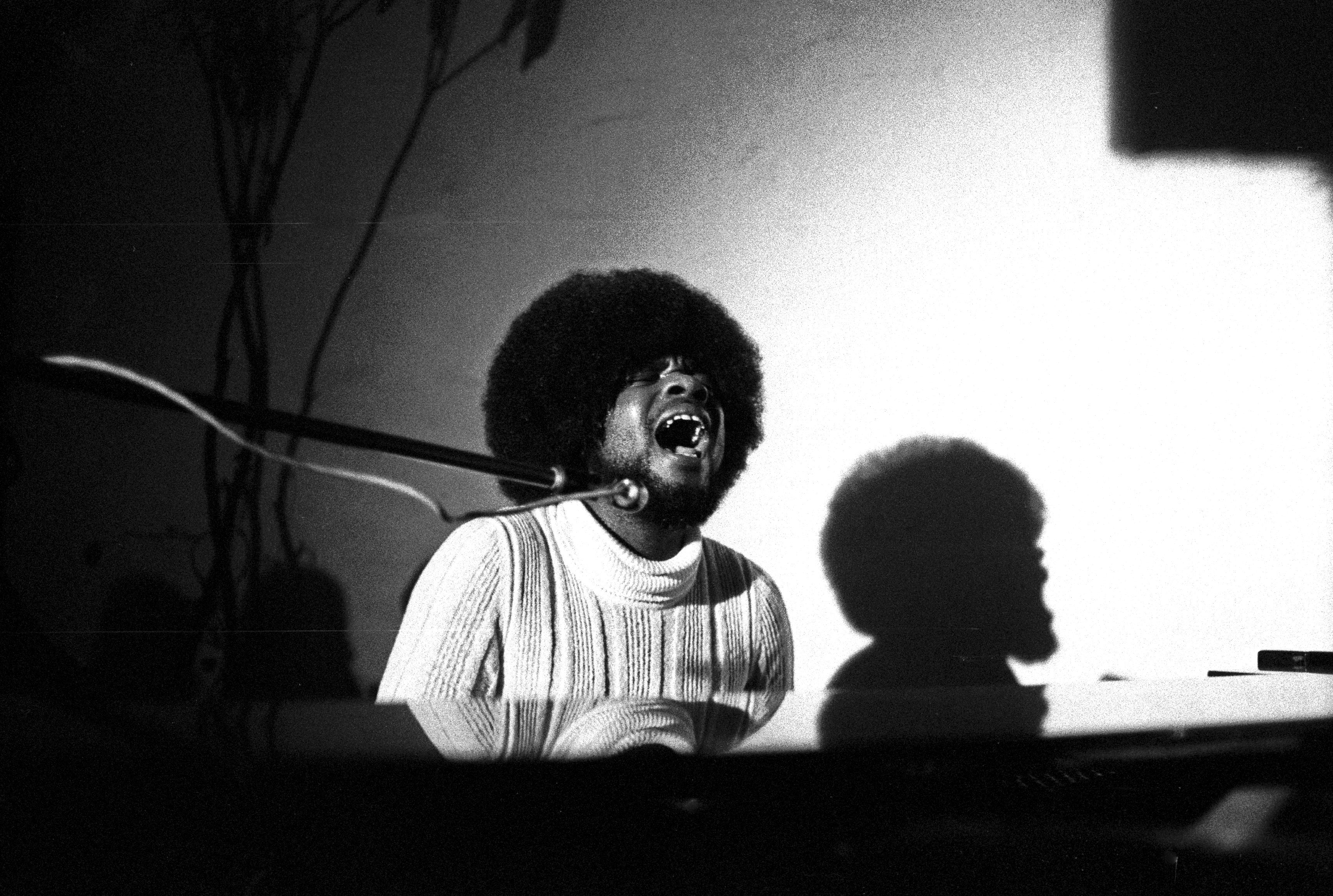
Billy Preston

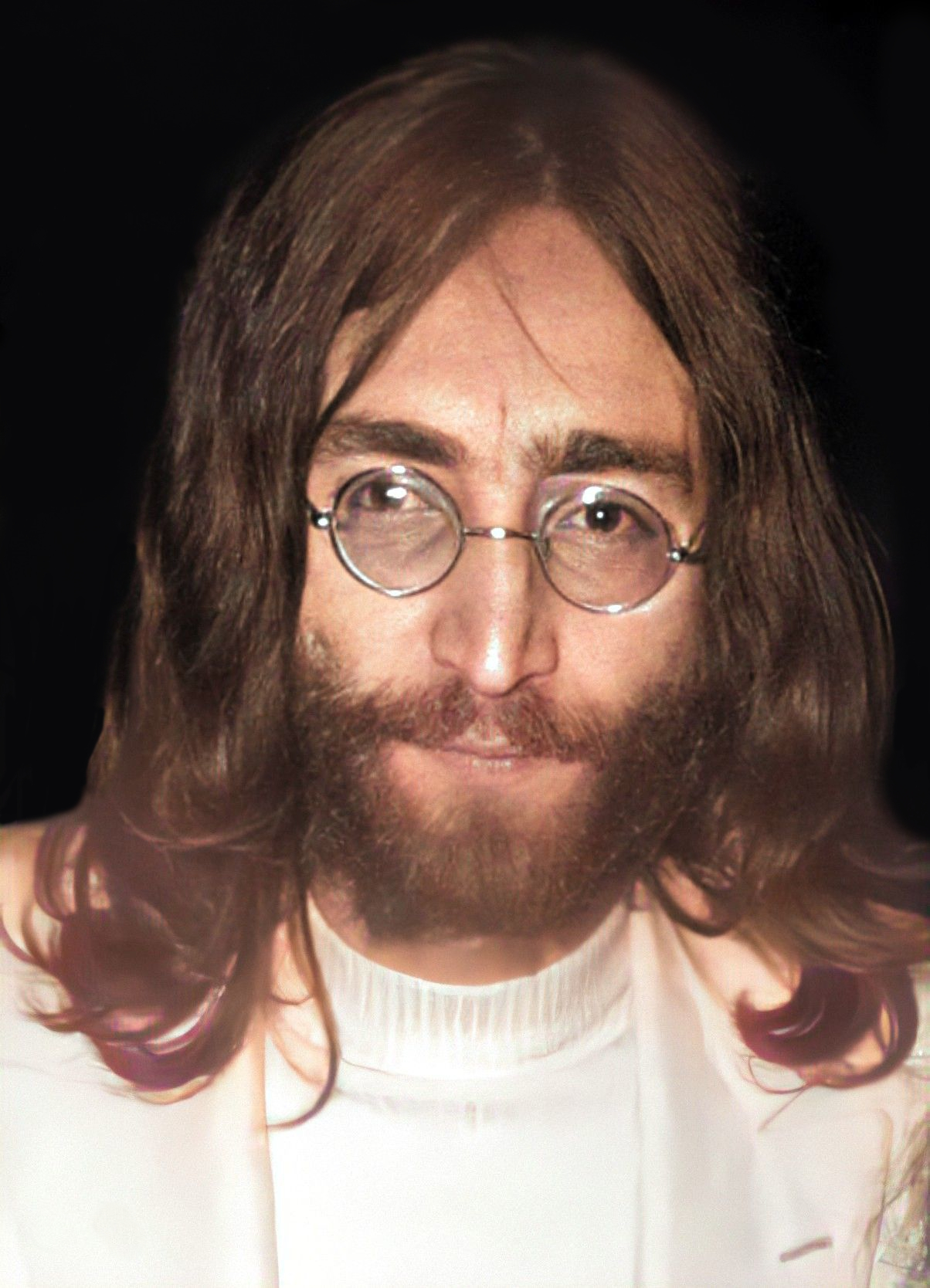
John Lennon, März 1969

Nachdem Harrison nach einigen Tagen wieder zurückgekehrt war, wurde die Idee einer Live-Fernsehshow aufgegeben und stattdessen beschlossen, einen Dokumentarfilm über die Entstehung des neuen Beatles-Albums zu drehen.
Die letzten Aufnahmen in Twickenham fanden nur mit Paul McCartney am 15. Januar 1969 statt. Am 20. Januar 1969 zogen die Beatles in ihr eigenes Studio im Keller des Apple-Büros in der Londoner Savile Row um. Am nächsten Tag begannen dort die ersten Aufnahmen, nachdem Studioequipment von den Abbey Road Studios hatte geliehen werden müssen, da sich das von Alex Mardas konstruierte Apple-Aufnahmestudio als völlig unbrauchbar erwiesen hatte. Der Produzent der Aufnahmen war wieder überwiegend George Martin, seine Produzententätigkeit wurde gleichberechtigt durch seinen Toningenieur Glyn Johns unterstützt, der im Gegensatz zu George Martin bei allen Aufnahmen zugegen war.
George Martin sagte dazu: „Damals durchlebten sie gerade eine revolutionäre Phase und wollten unbedingt etwas Neues bringen – und vor allem wollten sie einen neuen Tontechniker. Mit Geoff Emerick ging es nicht mehr, und so kam Glyn Johns an Bord. Ich glaube, im Grunde suchten sie einen neuen Produzenten, aber niemand hat mir gegenüber so etwas auch nur angedeutet, und deswegen war ich immer noch dabei.“

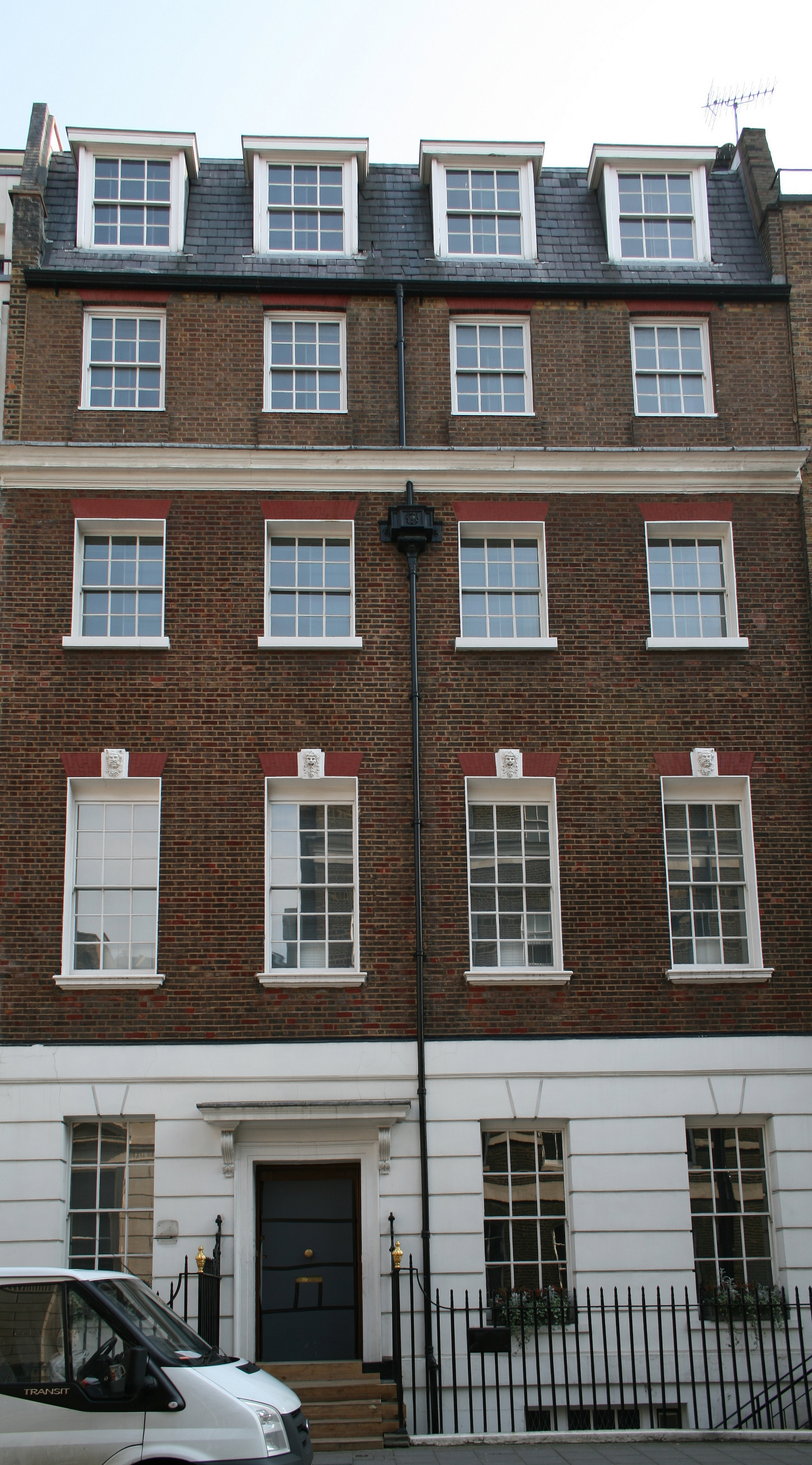
Savile Row 3, Ort des letzten Live-Auftritts

Die Stimmung bei den Aufnahmen entspannte sich. Zum einen, weil die Beatles sich im eigenen Apple-Studio wohler fühlten als in der unpersönlichen Umgebung des Filmstudios, zum anderen, weil Billy Preston auf Einladung Harrisons am 22. Januar zur Gruppe stieß. Durch seine Anwesenheit bemühten sich die Beatles um einen freundlicheren Umgang miteinander.
George Harrison über Billy Preston: „Billy kam mit mir in den Keller [der Apple Studios], und ich sagte: ‚He, erinnert ihr euch an Billy? Hier ist er in voller Lebensgröße. Er könnte doch Klavier spielen.‘ Also setzte er sich ans elektrische Piano, und sofort verbesserte sich die Stimmung im Raum um 100 Prozent.“
Paul McCartney über Billy Preston: „Als Billy zu uns stieß, haben wir uns tatsächlich etwas zusammengenommen. Für uns war das Besuch im Haus, da zeigt man sich auch von der besten Seite. Aber gleichzeitig breitete sich in der Band ein wenig die Sorge aus, dass er Mitglied bei den Beatles werden könnte. So sahen wir uns also hin und her gerissen.“
Bis zum Ende des Monats entstanden zahlreiche Aufnahmen – die meisten allerdings wenig strukturiert – in spontanen Jamsessions. Die Gruppe spielte dabei neben einigen neuen eigenen Liedern viele Coverversionen aus der Rock-’n’-Roll-Ära. Die abschließenden Aufnahmen fanden am 30. und 31. Januar 1969 statt. Am 30. Januar begab sich die Gruppe – unterstützt von Billy Preston am Keyboard – auf das Dach des Apple-Gebäudes und spielte dort das sogenannte Rooftop Concert. Gespielt wurden die Lieder Get Back, Don’t Let Me Down, I’ve Got a Feeling, One After 909 und Dig a Pony, einige davon mehrfach.
Paul McCartney: „Irgendwann informierte uns Mal, dass die Polizei auf dem Weg hierher wäre. Wir sagten ihm ‚Wir hören nicht auf zu spielen.‘ Darauf meinte er: ‚Dann nehmen sie euch fest.‘ – Was für ein tolles Ende für einen Film.“
George Martin: „Die ganze Zeit befürchtete ich, die Nacht wegen öffentlicher Ruhestörung auf dem nächsten Polizeirevier verbringen zu dürfen.“
Ringo Starr: „Aber die Polizisten kamen einfach aufs Dach gestolpert und sagten: ‚Sie müssen den Sound leiser machen.‘ Schade, es hätte so toll werden können.“
Am folgenden Tag wurden erneut die Lieder aufgenommen, die für den Auftritt auf dem Dach nicht geeignet waren. Es handelte sich dabei um das akustische Gitarrenstück Two of Us und die Klavierstücke The Long and Winding Road und Let It Be. Am 5. Februar 1969 erfolgten die Abmischungen des Rooftop-Konzerts.

### Überarbeitungen von Glyn Johns

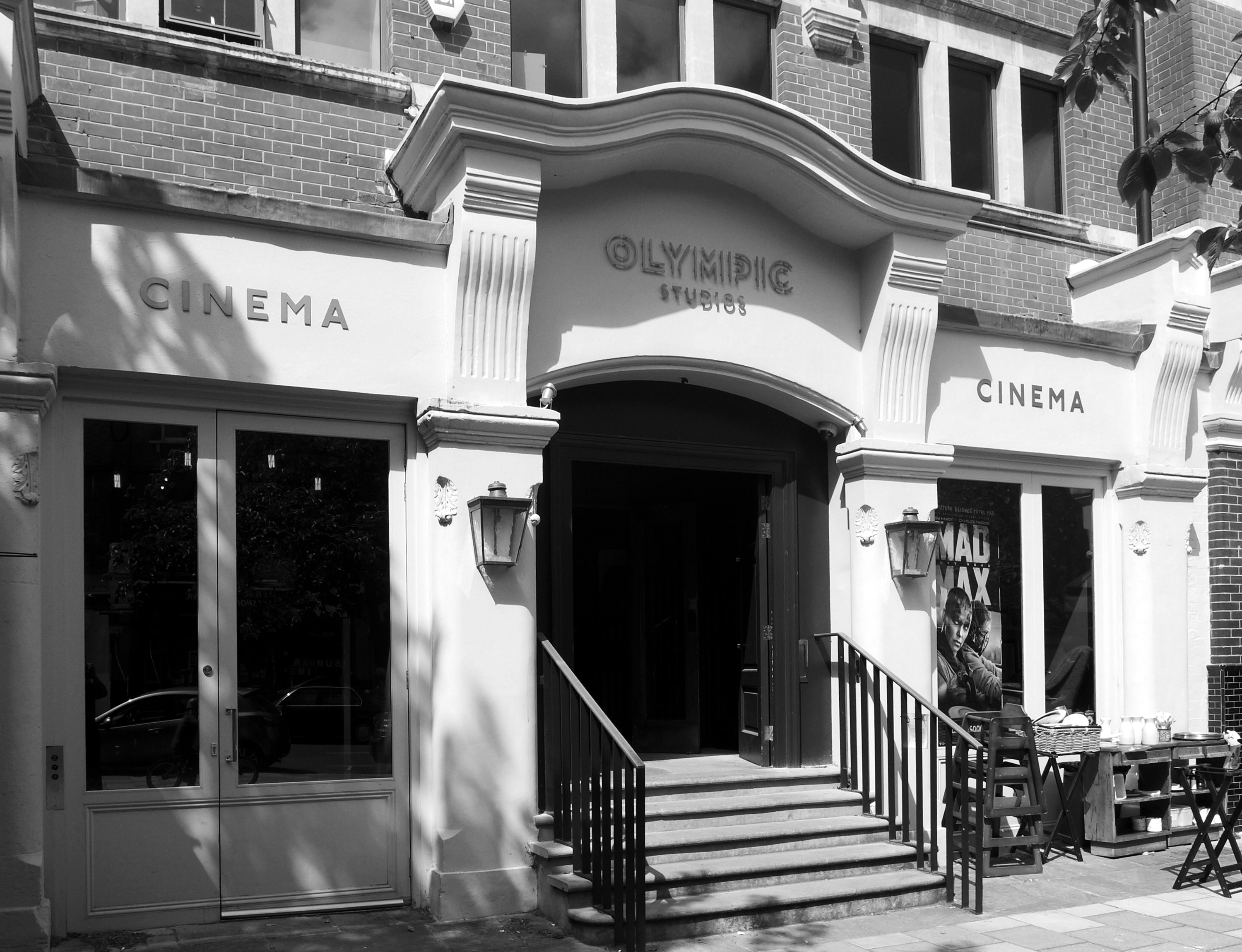
Olympic Studios in Barnes, London

Anfang März 1969 übertrugen Lennon und McCartney Glyn Johns die Aufgabe, sich um die Fertigstellung des Albums zu kümmern. Johns stand vor dem Problem, aus den zahlreichen Stunden aufgenommener Sessions – viele davon chaotisch und wenig inspiriert – genügend Material zu finden, das für eine Veröffentlichung geeignet war. Johns erarbeitete mehrere Versionen, wobei er darum bemüht war, die Aufnahmen möglichst natürlich und „unbehandelt“ klingen zu lassen. Zudem fügte er viel Studiogerede, das während der Aufnahmesitzungen mitgeschnitten worden war, zwischen die einzelnen Lieder, um die Atmosphäre bei den Studiosessions zu vermitteln. Die Abmischungen für das Album erfolgten in den Olympic Sound Studios vom 10. bis zum 13. März 1969. Eine Acetatpressung mit folgenden Liedern wurde vorgenommen, wobei das Lied The Walk später nicht mehr verwendet wurde.
Get Back – Acetat
| Seite 1 1. Get Back 2. Teddy Boy 3. Two of Us 4. Dig a Pony 5. I’ve Got a Feeling | Seite 2 1. The Long and Winding Road 2. Let It Be 3. Don’t Let Me Down 4. For You Blue 5. Get Back (Reprise) 6. The Walk |

Am 7. April 1969 stellten Glyn Johns und Paul McCartney die Single Get Back / Don’t Let Me Down fertig, die dann vier Tage später in Großbritannien (USA: 5. Mai, Deutschland: 21. April) veröffentlicht wurde; die Single erreichte in den drei Ländern die Nummer-eins-Position der jeweiligen Charts und wurde ihr 16. Nummer-eins-Hit in Großbritannien und 17. in den USA, in Deutschland wurde es ihr neunter Nummer-eins-Hit. Die Veröffentlichung der Single erfolgte unter der Interpretenbezeichnung „The Beatles with Billy Preston“, so wurde ein Gastmusiker der Beatles erstmals als Mitinterpret explizit erwähnt.
Am 30. April 1969 wurde die Leadgitarre für das Lied Let It Be in den Abbey Road Studios eingespielt, Produzent war Chris Thomas. Weitere Arbeiten an dem Album erfolgten teilweise in Anwesenheit der Beatles von Glyn Johns erneut in den Olympic Sound Studios am 3., 4. und 7. April, 2., 7., 9., 15. und 28. Mai 1969, damit hatte Johns seine erste Version erstellt.
Die LP sollte folgende Stücke enthalten:
Get Back – erste Fassung
| Seite 1 1. One After 909 (Aufnahme 30. Jan. 1969) 2. Rocker (Aufnahme 22. Jan. 1969) 3. Save the Last Dance for Me (Aufnahme 22. Jan. 1969) 4. Don’t Let Me Down (Aufnahme 22. Jan. 1969) 5. Dig a Pony (Aufnahme 24. Jan. 1969) 6. I’ve Got a Feeling (Aufnahme 24. Jan. 1969) 7. Get Back (Aufnahme 27./28. Jan. 1969, Single-Version) | Seite 2 1. For You Blue (Aufnahme 25. Jan. 1969) 2. Teddy Boy (Aufnahme 24. Jan. 1969) 3. Two of Us (Aufnahme 24. Jan. 1969) 4. Maggie Mae (Aufnahme 24. Jan. 1969) 5. Dig It (Aufnahme 26. Jan. 1969) 6. Let It Be (Aufnahme 31. Jan. 1969, Overdub 30. Apr. 1969) 7. The Long and Winding Road (Aufnahme 26. Jan. 1969) 8. Get Back (Reprise) (Aufnahme 28. Jan. 1969) |

Für das Coverfoto wurde Angus McBean beauftragt, der schon für das Coverfoto des Albums Please Please Me verantwortlich war. So wurden die Beatles am 13. Mai 1969 am selben Ort und in der gleichen Pose wie beim Debütalbum fotografiert. Der geplante Titel sollte Get Back with Let it Be and 11 other Songs lauten. Das Album wurde in dieser Form allerdings nicht veröffentlicht.
Im Frühling 1969 nahmen die geschäftlichen Probleme der Beatles überhand, als Dick James und dessen Partner Charles Silver ohne Wissen der Gruppenmitglieder ihre Anteile an Northern Songs Ltd., die die Lennon/McCartney-Kompositionsrechte umfassten, an die Associated Television Corporation (ATV) verkauften. Im Laufe der Bemühungen um einen Rückkauf stellte sich heraus, dass Paul McCartney seine Anteile ohne das Wissen John Lennons erhöht hatte. Für zusätzliche Unruhe sorgten Lennon, Harrison und Starr am 8. Mai 1969, als sie den Geschäftsmann Allen Klein gegen den Willen McCartneys als neuen Beatles-Manager einsetzten.
In der Juli-Ausgabe des Beatles Monthly Book (Nr. 72) beschreibt Mal Evans das neue Beatles-Album und erwähnt, dass das Album im August 1969 erscheinen soll.

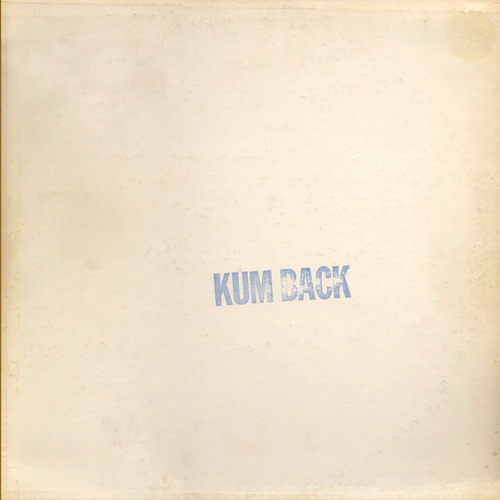
Bootleg-Album Kum Back

Im Sommer des Jahres 1969 gelangten Aufnahmen der Get-Back-Sessions zu US-amerikanischen Radiostationen, wo sie gesendet wurden. Die Discjockeys gingen davon aus, dass es sich bei den Aufnahmen um das neue Album der Beatles handeln würde. Ende des Jahres 1969 wurde die erste Bootleg-Langspielplatte der Beatles mit dem Titel Kum Back illegal vertrieben. Die Lieder des Bootlegs stammten wohl von der Acetatpressung vom März 1969.
Währenddessen begannen die Beatles trotz ihrer geschäftlichen und persönlichen Differenzen mit den Aufnahmen für das neue Album Abbey Road. Durch die von den Gruppenmitgliedern angestrebte Konzentration auf ihre Musik und die von Produzent George Martin unterstützte Rückbesinnung auf die Machart früherer Arbeiten verlief die Produktion weitgehend harmonisch. Am 20. September 1969 unterzeichneten John Lennon, Paul McCartney und Ringo Starr in London einen neuen Tantiemen-Vertrag mit der EMI und Capitol Records. Als McCartney allerdings während des Treffens eine Reihe weiterer Beatles-Konzerte vorschlug, erklärte John Lennon seinen Ausstieg aus der Gruppe. Das Album Abbey Road erschien am 26. September 1969.
Paul McCartney sagte dazu: „Ich sagte: ‚Ich finde wir sollten wieder kleine Gigs machen – im Grunde sind wir eine prima kleine Band. Wir sollten auf die Suche nach unseren Wurzeln gehen. Vielleicht machen wir dann Schluss, oder wir kommen zu der Überzeugung, dass wir es immer noch drauf haben.‘ John sah mir in die Augen und sagte: ‚Ich glaube du bist bescheuert. Eigentlich wollte ich es euch erst sagen, nachdem wir den Vertrag mit Capitol unterschrieben haben. Ich verlasse die Band.‘ […] ‚Du meinst, du steigst aus? Das war’s dann wohl mit den Beatles.‘ Erst später, als wir die Tatsache langsam verdauten, waren wir wirklich bestürzt.“
John Lennon: „Dann saßen wir im Büro und diskutierten etwas mit Paul, und Paul redete irgendetwas – dass wir etwas tun sollten und so weiter, und ich sagte nur ‚Nein, Nein, Nein‘ zu allem, was er vorschlug. Paul fragte: ‚Was willst Du eigentlich?‘ Und ich antwortete: ‚Ich meine, dass das mit der Gruppe vorbei ist. Ich steige aus!‘“
Paul McCartney meinte dazu: „George, Ringo und ich riefen einander noch drei oder vier Monate gelegentlich an und fragten: ‚Wie sieht es aus? Ist wirklich Schluss?‘ Es war ja nicht so, als hätte unsere Plattenfirma uns rausgeworfen. Die Frage, ob wir wieder zusammenkommen würden, stand immer noch im Raum. Niemand wusste so ganz genau, ob das nicht wieder eine von Johns kleinen Extratouren war. Ein paar Monate klammerten wir uns noch an diese Hoffnung, aber schließlich erkannten wir ‚Oje, die Band existiert nicht mehr. Das war’s. Es ist endgültig vorbei.“

### Weitere Überarbeitungen von Glyn Johns und den Beatles

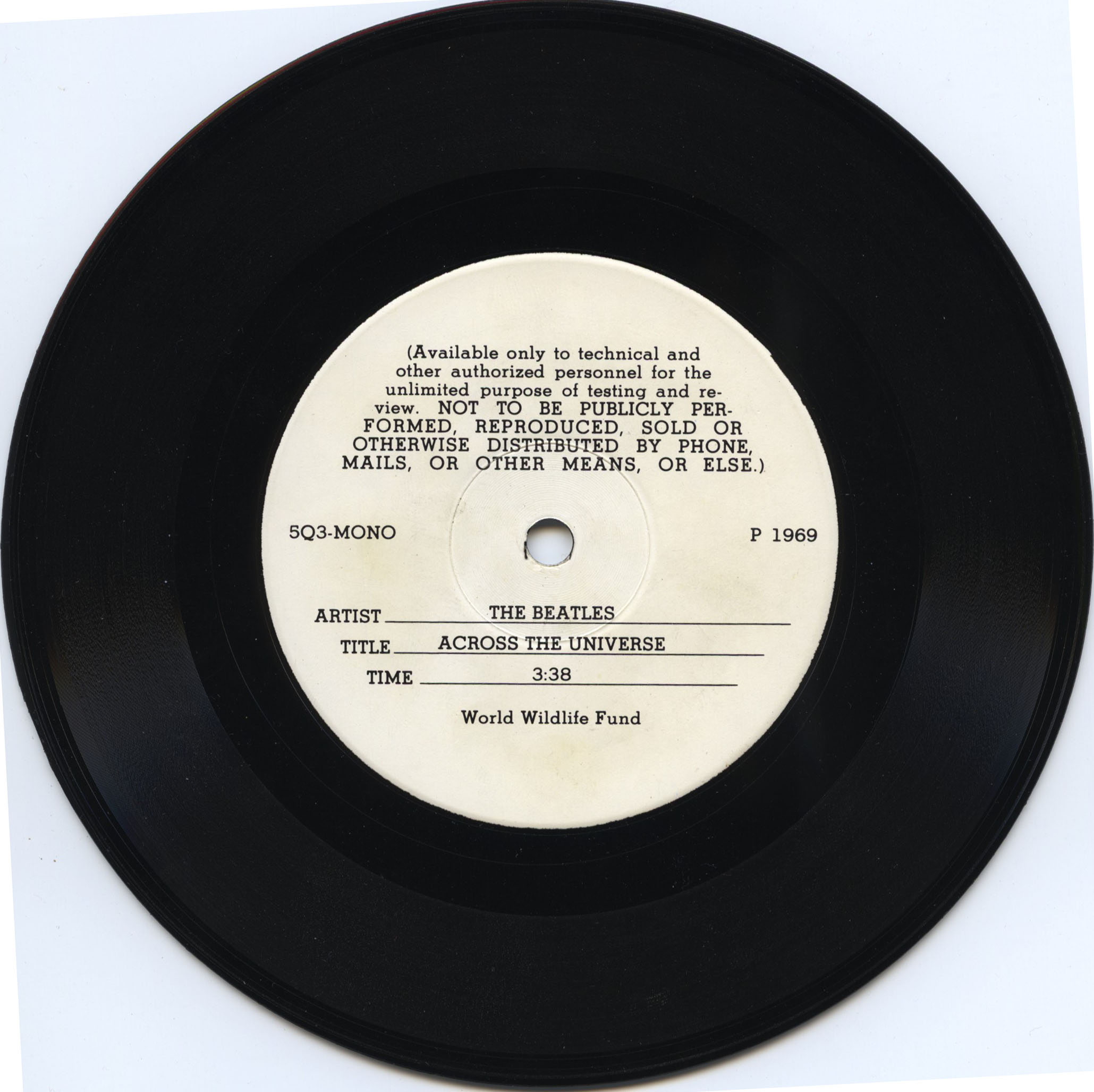
Testpressung von Across the Universe

Im Verlauf des Jahres 1969 hatte der Regisseur Michael Lindsay-Hogg eine Rohfassung des die Aufnahmen dokumentierenden Films Let It Be fertiggestellt. Im Dezember 1969 wurde Glyn Johns beauftragt, eine weitere Version des Albums als Soundtrack zu erstellen, der zum Songmaterial des Films passen sollte, die Arbeiten erfolgten am 15. und 21. Dezember in den Olympic Sound Studios. Paul McCartney, George Harrison und Ringo Starr kamen am 3. und 4. Januar 1970 ein letztes Mal gemeinsam in die Abbey Road Studios, um ergänzende Aufnahmen für den Soundtrack zum Film aufzunehmen. Am 3. Januar wurde die Harrison-Komposition I Me Mine aufgenommen. Dies war notwendig geworden, da das Lied während der Proben gefilmt worden war und im fertigen Film zu sehen sein würde. Es gab allerdings keine komplette Aufnahme des Stücks, da es die Gruppe im weiteren Verlauf des Projektes nicht ausgearbeitet hatte. Am 4. Januar 1970 wurden einige Overdubs für das Lied Let It Be aufgenommen. Produzent der Aufnahmen war wieder George Martin. Für den ebenfalls im Film enthaltenen Song Across the Universe griff Glyn Johns auf älteres Aufnahmematerial vom Februar 1968 zurück, da die Aufnahmen während der Sessions unbefriedigend waren. Die McCartney-Komposition Teddy Boy war nicht mehr enthalten, weil sie nicht im Film vorkam. McCartney veröffentlichte das Lied dann auf seinem ersten Soloalbum McCartney.
Am 5. Januar 1970 erstellte Glyn Johns eine neue Fassung des Albums. Die LP sollte nun folgende Lieder umfassen:
Get Back – zweite Fassung
| Seite 1 1. One After 909 (Aufnahme 30. Jan. 1969) 2. Rocker (Aufnahme 22. Jan. 1969) 3. Save the Last Dance for Me (Aufnahme 22. Jan. 1969) 4. Don’t Let Me Down (Aufnahme 22. Jan. 1969) 5. Dig a Pony (Aufnahme 24. Jan. 1969) 6. I’ve Got a Feeling (Aufnahme 24. Jan. 1969) 7. Get Back (Aufnahme 27./28. Jan. 1969 – Singleversion) 8. Let It Be (Aufnahme 31. Jan. 1969, Overdub vom 30. Apr. 1969 – nicht Overdub vom 4. Jan. 1970) | Seite 2 1. For You Blue (Aufnahme 25. Jan. 1969) 2. Two of Us (Aufnahme 24. Jan. 1969) 3. Maggie Mae (Aufnahme 24. Jan. 1969) 4. Dig It (Aufnahme 26. Jan. 1969) 5. The Long and Winding Road (Aufnahme 26. Jan. 1969) 6. I Me Mine (Aufnahme 3. Jan. 1970) 7. Across the Universe (Aufnahme Feb. 1968) 8. Get Back (Reprise) (Aufnahme 28. Jan. 1969) |

Auch diese Version konnte die Beatles nicht überzeugen und blieb unveröffentlicht. Darüber hinaus war John Lennon nicht damit einverstanden, dass Glyn Johns als Produzent des Albums aufgeführt würde.
Paul McCartney sagte dazu: „Für mich war Let It Be die Platte, wie Glyn Johns sie zusammengemischt hatte – ohne Overdubs, ohne Orchester oder sonstiges Zeugs. Ein sehr direktes, einfaches Album.“
Am 8. Januar 1970 nahm George Harrison unter der Produktionsleitung von Glyn Johns den Gesang für For You Blue erneut auf, am selben Tag mischte Johns das Lied Let It Be für eine Singleveröffentlichung erneut ab. Die Single erschien am 6. März 1970 mit der B-Seite You Know My Name (Look Up the Number), die im Wesentlichen während der Magical-Mystery-Tour-Session aufgenommen und am 30. April 1969 von John Lennon und Paul McCartney unter der Produktionsleitung von Chris Thomas fertiggestellt worden war. In den USA wurde die Single Let It Be / You Know My Name (Look Up the Number) der 19. Nummer-eins-Hit der Beatles.

### Fertigstellung des Albums durch Phil Spector
Im März 1970 erhielt Phil Spector von Lennon, Harrison und Allen Klein den Auftrag, das Album endgültig fertigzustellen. John Lennon arbeitete erstmals mit Spector am 27. Januar 1970 bei der Aufnahme seiner Solosingle Instant Karma! zusammen, bei der auch Harrison als Gitarrist mitwirkte. George Harrison: „Irgendwie hat Allen (Klein) uns dann eingeredet, wir sollten Phil Spector holen, damit der sich die Bänder zu Let It Be anhöre.“

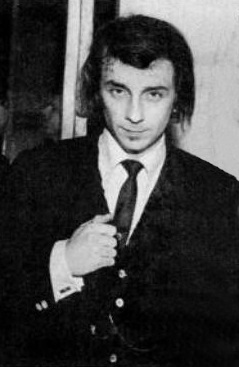
Phil Spector

Phil Spector begann mit Hilfe des Toningenieurs Peter Brown und in Anwesenheit von Klein und Harrison am 23. März 1970 mit der Auswahl der Titel und deren Neuabmischung in den Abbey Road Studios, weitere Termine waren der 25., 26., 27. und 30. März 1970. Es erfolgte auch eine Neuabmischung von Teddy Boy, die aber keine Verwendung fand. Die einzigen Überschneidungen zur früheren Fassung waren One After 909, Let It Be, For You Blue (mit Gesang vom 8. Januar 1970) und Maggie Mae, die Spector übernahm, aber ebenfalls neu abmischte. Er verzichtete auf Rocker, Save the Last Dance for Me und Don’t Let Me Down, kürzte Dig It beträchtlich und verwendete eine andere Aufnahme von Get Back. Statt der Studioversionen von Dig a Pony und I’ve Got a Feeling verwendete Spector dagegen die Liveaufnahmen vom Auftritt der Beatles am 30. Januar 1969 auf dem Dach des Apple-Gebäudes. Zu seinen umstrittensten Veränderungen gehören die am 1. April 1970 eingespielten orchestralen und choralen Teile, die er den Stücken Across the Universe, I Me Mine und The Long and Winding Road hinzufügte. Die Aufnahmen mit den 50 Studiomusikern (18 Geigen, 4 Bratschen, 4 Violoncelli, Harfe, 3 Trompeten, 3 Posaunen, 2 Gitarren, 14 Sängerinnen) und den Arrangeuren/Dirigenten Richard Hewson und Brian Rogers verliefen aufgrund Phil Spectors Temperament disharmonisch. Ringo Starr, der bei den Aufnahmen Schlagzeug spielte, versuchte Phil Spector zu beruhigen. Am 2. April 1970 schloss er die Arbeiten mit Remixen der Lieder Across the Universe, I Me Mine und The Long and Winding Road ab.

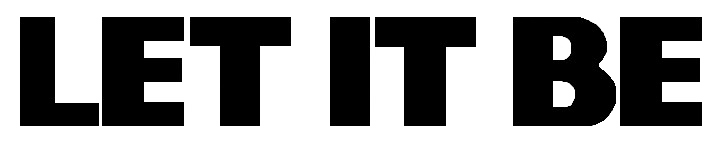
Logo von Let It Be

Paul McCartney war im Nachhinein mit der Art, wie Spector das Album bearbeitet hatte, nicht einverstanden. Ihm erschienen einige Titel zu sehr von Spectors Orchesterbegleitung, dem sogenannten „Wall of Sound“, überladen. Besonders war McCartney mit dem Arrangement von The Long and Winding Road unzufrieden, teilte dies Allen Klein am 14. April 1970 schriftlich mit und forderte ihn auf, dafür zu sorgen, dass das Lied neu abgemischt werde. Das geschah jedoch nicht.
George Martin sagte zu der Wahl von Phil Spector: „Darüber war ich sehr zornig – und Paul war noch wütender, denn keiner von uns hatte eine Ahnung davon, bis die Aktion vorüber war. Alles geschah hinter unserem Rücken, denn es passierte, während Allen Klein John managte. Er hatte Phil Spector besorgt, und ich glaube, George und Ringo hatten sich auch breitschlagen lassen. Sie trafen doch tatsächlich eine Übereinkunft mit der EMI und sagten: ‚Das wird unsere Platte.‘ EMI wandte sich dann an mich, und es hieß: ‚Sie haben zwar ursprünglich diese Aufnahme gemacht, aber wir können Ihren Namen nicht darauf drucken.‘ Ich fragte: ,Wieso nicht?', und es hieß: ‚Na ja, Sie haben nicht die endgültige Version produziert.‘ Ich meinte: ‚Ich habe das Original produziert, und Sie müssten eigentlich schreiben: Produziert von George Martin, nachproduziert von Phil Spector. Das hielten sie für keine gute Idee.“
Phil Spector verwendete im Gegensatz zu Glyn Johns nur gerade so viel Studiodialoge, dass der Zuhörer trotzdem den Eindruck hatte, er lausche einer Session oder einem Liveauftritt der Beatles. Spectors Version des Albums beginnt mit einem von Lennons absurden Wortspielen: “‘I Dig a Pygmy’ by Charles Hawtrey and the Deaf Aids! Phase One, in which Doris gets her oats!” Lennon kündigt hier in Anlehnung an seine Eigenkomposition Dig a Pony den Song I Dig a Pygmy (‚Ich vergrabe einen Pygmäen‘) an, der von der imaginären Band Charles Hawtrey and the Deaf Aids vorgetragen werden soll. Charles Hawtrey war ein britischer Schauspieler und Komiker. Deaf Aid bedeutet übersetzt Hörgerät, sodass es sich bei der angekündigten Band um Charles Hawtrey und die Hörgeräte handelt, die nun den ersten Teil (Phase one) des Liedes spielen werden, in dem Doris ihren Hafer erhält (“in which Doris gets her oats”), was umgangssprachlich bedeutet: „… in dem Doris ordentlich durchgebumst wird“. Nach dem Lied Dig It hört man erneut Lennon, wie er einen weiteren Song ankündigt: “That was ‘Can You Dig It’ by Georgie Wood, and now we’d like to do ‘Hark, The Angels Come’”. Es folgt das Lied Let It Be. Georgie Wood war ein britischer Schauspieler und Komiker. Die Fassung von Spector endet mit einer Studioversion von Get Back, die nicht für die Single verwendet worden war. Zu Beginn des Liedes äußert sich John Lennon: “Sweet Loretta Fart, she thought she was a cleaner, but she was a frying pan” (‚Süße Loretta Furz, sie dachte, sie wäre eine Putzfrau / ein Reinigungsmittel, aber sie war eine Bratpfanne‘). Lennon parodiert hier den Anfang der zweiten Strophe des Liedes Get Back von McCartney: “Sweet Loretta Martin thought she was a woman, but she was another man”. Die Spector-Fassung von Get Back endet mit einem Kommentar Lennons vom Auftritt auf dem Dach des Apple-Gebäudes: “I’d like to say ‘thank you’ on behalf of the group and ourselves, and I hope we passed the audition!”. Er bedankt sich tautologisch im Namen der Gruppe und ihrer selbst (“on behalf of the group and ourselves”) und hofft ironisch, dass die Band das Probespiel bestanden hat (“passed the audition”). Hintergrund war die seinerzeitige Ablehnung der Beatles bei der sogenannten Decca Audition am 1. Januar 1962. Decca weigerte sich damals, die Beatles unter Vertrag zu nehmen, was als eine der größten Fehlentscheidungen der Musikgeschichte gilt.
Die Meinungen der Beteiligten über die endgültige Version gingen auch nach Jahren stark auseinander:
George Martin sagte zur Abmischung: „Mir gefiel Phil Spectors Fassung von Let It Be überhaupt nicht. Ich habe seine Arbeit immer bewundert und hielt seine Arrangements stets für phantastisch. Aber bei Let It Be hat er all das draufgepackt, was uns verboten war. Ich habe ihm das verübelt, denn in meinen Augen hat er nur Schund abgeliefert.“
Glyn Johns: „Ich kann mich nicht dazu bewegen, die Phil Spector-Version des Albums zu hören – ich habe einmal ein paar Takte gehört und war total angewidert, und ich denke, es ist absoluter Müll.“
Paul McCartney: „Ich habe die Spector-Version kürzlich noch einmal gehört, und sie klang schauderhaft.“
Phil Spector sagte zu den Anschuldigungen von Paul McCartney: „Paul hatte kein Problem damit, den Oscar für die Let-It-Be-Filmmusik entgegenzunehmen, und er hatte auch kein Problem damit, mein Arrangement der Streicher-, Horn- und Chorpartien zu verwenden, als er sie 25 Jahre lang alleine spielte.“
John Lennon: „Er erhielt den beschissensten Haufen von schlecht aufgenommenem Müll. Und er hat etwas daraus gemacht. Phil hat wunderbare Arbeit geleistet.“
George Harrison: „[…] ich persönlich hielt Phils Beteiligung für eine ausgezeichnete Idee.“
Ringo Starr: „Mir hat Phils Arbeit gefallen.“
Im Vorfeld der Veröffentlichung von Let It Be gab es zwischen Paul McCartney und den anderen Beatles Auseinandersetzungen über die Koordinierung der Erscheinungstermine seines ersten Soloalbums und des letzten Beatles-Albums. John Lennon und George Harrison schrieben einen Brief am 31. März 1970 an Paul McCartney und erklärten, dass Let It Be am 24. April erscheinen würde und dass sie die EMI angewiesen hätten, McCartneys Soloalbum bis zum 4. Juni zurückzuhalten.
Ringo Starr übergab den Brief an Paul McCartney und versuchte zu vermitteln, wurde allerdings von einem wütenden McCartney weggeschickt. Am 9. April 1970 teilte Paul McCartney John Lennon telefonisch mit, dass auch er, wie Lennon im Jahr davor, die Beatles verlassen werde. Am 10. April 1970 schickte Paul McCartney der britischen Presse ein in den Vorab-Exemplaren seiner ersten Solo-LP McCartney enthaltenes Interview, in dem er die Trennung von den Beatles bekanntgab, es war das faktische Ende der Beatles.
George Harrison kommentierte die Pressemitteilung von McCartney im Nachhinein wie folgt: „Als Paul seine Presseverlautbarung losließ, hatten alle anderen die Band bereits verlassen. Das hat John fürchterlich geärgert. ‚Hey, ich bin schon längst ausgestiegen, und er tut, als wäre alles seine Idee gewesen‘“.
Das Album Let It Be erschien am 8. Mai 1970 und erreichte am 3. Juni Platz eins der britischen Charts, wo es mit Unterbrechungen insgesamt sechs Wochen verblieb. Es war das elfte Nummer-eins-Album der Beatles in Großbritannien. In den USA erreichte Let It Be ebenfalls den ersten Platz der US-amerikanischen Charts, wo es vier Wochen verblieb, und war somit dort das 14. Nummer-eins-Album. Im April 2000 wurde das Album in den USA mit Multi-Platin für vier Millionen verkaufte Exemplare ausgezeichnet. In den USA wurde am 11. Mai 1970, in Deutschland am 26. Juni 1970, die Single The Long and Winding Road / For You Blue ausgekoppelt, die Single wurde der 20. und letzte Nummer-eins-Hit der Beatles in den USA.
Das Album wurde ausschließlich in einer Stereoversion veröffentlicht. Eine Monoversion von Let It Be wurde in Brasilien veröffentlicht, die jedoch nur eine heruntergemischte Stereoversion war und keine eigene, separate Monoversion.
Weitere – nicht verwendete – Aufnahmeversionen/Abmischungen der Lieder I’ve Got a Feeling, Dig a Pony, Two of Us, For You Blue, The Long and Winding Road, Get Back, Let It Be und I Me Mine befinden sich auf dem Album Anthology 3. Auf der Wiederveröffentlichung des Albums Let It Be vom Oktober 2021 befindet sich umfangreiches unveröffentlichtes Material.
Am 16. März 1971 wurde Let It Be mit dem Grammy Award in der Kategorie Best Original Score Written for a Motion Picture or a Television Special ausgezeichnet, die Auszeichnung wurde von Paul McCartney entgegengenommen.
Am 15. April 1971 erhielten die Beatles einen Oscar für den Film Let It Be in der Kategorie Beste Filmmusik, der Preis wurde stellvertretend von Quincy Jones entgegengenommen.

## Neuabmischung vonLet It Be… Naked
Im November 2003 erschien eine neu abgemischte Version des Albums unter dem Titel Let It Be… Naked, bei der es sich um eine Annäherung an die ursprüngliche Fassung des Albums handelt, bevor der Produzent Phil Spector die Aufnahmen mit Orchester- und Choraufnahmen versah.

## Covergestaltung
Für das Cover war ursprünglich geplant, das Motiv des ersten Albums Please Please Me nachzustellen. Als Fotograf wurde Angus McBean engagiert, der die Beatles bereits 1963 fotografiert hatte, und posiert wurde am 13. Mai 1969 an gleicher Stelle des EMI-Bürogebäudes in London. Das Foto wurde allerdings nicht für das Album Let It Be verwendet, sondern diente später als Coverbild der Zusammenstellung 1967–1970.
Das Album erschien mit verschiedenen Covergestaltungen, wobei sich das Vordercover im Wesentlichen an der Hülle der britischen Single Let It Be orientiert. Neben der am meisten verbreiteten normalen Albumhülle, die vier Einzelfotos der Beatles zeigt, gab es zwei Varianten: In den USA erschien das Album in einem Klappcover, in dessen Innenseiten Fotos vom Film zu sehen sind. In Großbritannien und mehreren anderen Ländern, darunter in Deutschland, Frankreich, Kanada, Australien und Japan, wurde das Album 1970 in einer Box veröffentlicht, die neben dem Album das Buch Get Back enthielt, das auf 164 Seiten Fotos und Dialoge des Films beinhaltet. Das Coverdesign wurde von John Kosh gestaltet, die Fotos stammen von Ethan Russell, der Begleittext des Buches ist von Jonathan Cott und David Dalton.

## Titelliste
Seite 1
| Nr. | Lied                | Autor                                               | Leadgesang           | Länge |
| --- | ------------------- | --------------------------------------------------- | -------------------- | ----- |
| 01  | Two of Us           | Lennon/McCartney                                    | Lennon und McCartney | 3:37  |
| 02  | Dig a Pony          | Lennon/McCartney                                    | Lennon               | 3:55  |
| 03  | Across the Universe | Lennon/McCartney                                    | Lennon               | 3:48  |
| 04  | I Me Mine           | Harrison                                            | Harrison             | 2:26  |
| 05  | Dig It              | Lennon/McCartney/ Harrison/Starkey                  | Lennon               | 0:50  |
| 06  | Let It Be           | Lennon/McCartney                                    | McCartney            | 4:03  |
| 07  | Maggie Mae          | Trad. arrangiert Lennon/McCartney/ Harrison/Starkey | Lennon und McCartney | 0:40  |

Seite 2
| Nr. | Lied                      | Autor            | Leadgesang           | Länge |
| --- | ------------------------- | ---------------- | -------------------- | ----- |
| 08  | I’ve Got a Feeling        | Lennon/McCartney | McCartney und Lennon | 3:38  |
| 09  | One After 909             | Lennon/McCartney | Lennon und McCartney | 2:54  |
| 10  | The Long and Winding Road | Lennon/McCartney | McCartney            | 3:38  |
| 11  | For You Blue              | Harrison         | Harrison             | 2:32  |
| 12  | Get Back                  | Lennon/McCartney | McCartney            | 3:11  |

Die Längen der Lieder basieren auf der 2009er CD-Version.

## Wiederveröffentlichungen
- Im Mai 1979 erschien in Großbritannien das Album Let It Be (Katalognummer: Parlophone PCS 7096) auf weißem Vinyl[32] und in Schweden auf rotem Vinyl.[33]
- Am 20. Oktober 1987 erfolgte die Erstveröffentlichung des Albums Let It Be als CD. Das Mastering wurde neben George Martin vom Toningenieur der Abbey Road Studios Mike Jarrett überwacht. Der CD liegt ein vierseitiges Begleitheft bei.
- Am 9. September 2009 erschien das Album remastert in einer Stereoabmischung als CD und als Teil des The Beatles Stereo Box Sets. Die im Jahr 2009 wiederveröffentlichten CD wurde von Sam Okell, Steve Rooke und Guy Massey remastert. Das aufklappbare CD-Pappcover wurde von Drew Lorimer neu gestaltet. Weiterhin ist der CD ein 24-seitiges Begleitheft beigelegt, das neben Fotos von den Beatles, Informationen zum Album von Kevin Howlett und Mike Heatley sowie Informationen zu den Aufnahmen von Allan Rouse und Kevin Howlett enthält. Die CD beinhaltet eine Dokumentation im QuickTime-Format, bestehend aus Videoausschnitten sowie modifizierten Bildern zu den Studiosessions; untermalt durch angespielte Musiktitel, Outtakes oder Studiogespräche des Albums.
- Die remasterte Stereo-Vinyl-Langspielplatte wurde im November 2012 mit dem The Beatles Remastered Vinyl Box Set veröffentlicht.
- Die Erstveröffentlichung im Download-Format erfolgte am 16. November 2010 bei iTunes, ab dem 24. Dezember 2015 war das Album auch bei anderen Anbietern und bei Streaming-Diensten verfügbar.[34][35]

## 50-jährige Jubiläumsausgabe
Zum 50-jährigen Jubiläum, am 15. Oktober 2021, wurde das Album Let It Be erneut wiederveröffentlicht. Die fast eineinhalbjährige Verzögerung der Veröffentlichung war durch die Coronapandemie bedingt.
Giles Martin mischte mit dem Toningenieur Sam Okell das Album neu ab. Das ursprüngliche Album Let It Be hielt Giles Martin in seiner Entstehung für fragmentiert, was er in seiner Version beheben und den Klang einheitlicher gestalten wollte. Martin sagte zu dem Unterschied der Produktionsweisen von Phil Spector und seinem Vater:

„Phil Spector war ganz anders als mein Vater – er war Künstler-Produzent, also wollte er, dass alles so klingt, wie Phil Spector es gemacht hätte. Mein Vater war eher ein sensibler Blaupausenproduzent. Er nahm die Ideen und interpretierte sie, wie eine Satellitenschüssel, die sie auf eine Schallplatte beamen konnte. Spector wollte seinen (musikalischen) Charakter darauf zwingen, aber man kann den ikonischen Sound, den er schuf, nicht beseitigen.“

George Martin erzählte seinem Sohn, was für eine unangenehme Erfahrung Let It Be war und wie verärgert er über die Nachbearbeitung durch Phil Spector war. Die Hälfte der Arbeiten an dem Album fand laut Giles Martin „während des Lockdowns in einem Haus im Nirgendwo statt“.
Die Aufnahmen der Sessions wurden von Giles Martin und Sam Okell abgemischt. Das Mastering des Albums erfolgte von Miles Showell, die 5.1-Version des Albums von Emily Lazar.
Das Boxset beinhaltet die folgenden Lieder als Outtakes/Demos, die nicht für das Album verwendet wurden: Fancy My Chances with You, Can You Dig It?, Wake Up Little Susie / I Me Mine, Gimme Some Truth, She Came in Through the Bathroom Window, Polythene Pam, Octopus's Garden, Oh! Darling, The Walk, Without a Song, Something, I'm Ready (Rocker) / Save the Last Dance for Me / Don’t Let Me Down (Medley) und Teddy Boy.
Das Album wurde in sechs verschiedenen physischen Formaten veröffentlicht:
Super Deluxe Box (5 CDs / Blu-ray)
Die fünf CDs und die Blu-ray Disc sind in einem 105-seitigen Hardcoverbuch (31,5 cm × 31,5 cm) eingelegt, das sich wiederum in einer Pappschuber befindet. Das Buch wurde von Darren Evans gestaltet und enthält Vorworte von Paul McCartney (Foreword), Giles Martin (Introduction) und Glyn Johns (Remembers), weiterhin umfangreiche Hintergrundinformationen zum Album, Daten zu den Aufnahmen und zu den einzelnen Liedern, Fotos, die während der Aufnahmesessions entstanden, sowie weitere Informationen und Erläuterungen von Kevin Howlett, der von Mike Heatley unterstützt wurde. Die Blu-ray-Disc enthält das Album in den vier folgenden Abmischungen: Dolby Atmos True HD 7.1, DTS-HD Master 5.1, AC3 5.1 und PCM Stereo.
CD 1: Remix 2021
1. Two of Us (Take 12) – 3:36
2. Dig a Pony (Rooftop Performance) – 3:54
3. Across the Universe (Take 9) – 3:48
4. I Me Mine (Take 16) – 2:26
5. Dig It – 0:50
6. Let It Be (Take 27) – 4:03
7. Maggie Mae – 0:40
8. I’ve Got a Feeling (First Rooftop Performance) – 3:37
9. One After 909 (Rooftop Performance) – 2:54
10. The Long and Winding Road – 3:38
11. For You Blue (Take 6) – 2:32
12. Get Back (Take 11) – 3:09

CD 2: Get Back – Apple Sessions
1. Morning Camera / Two of Us (Speech / Take 4) – 3:42
2. Maggie Mae / Fancy My Chances with You (Traditional / Lennon/McCartney) – 0:58
Erstveröffentlichung auf dem Album Let It Be… Naked-Fly on the Wall
3. Can You Dig It? – 2:02
Erstveröffentlichung (Teile) auf dem Album Let It Be… Naked - Fly on the Wall
4. I Don't Know Why I'm Moaning (Speech) – 1:22
Erstveröffentlichung (Teile) auf dem Album Let It Be… Naked - Fly on the Wall
5. For You Blue (Take 4) (Harrison) – 2:52
6. Let It Be / Please Please Me / Let It Be (Take 10) – 4:32
7. I've Got a Feeling (Take 10) – 3:37
8. Dig a Pony (Take 14) – 4:01
9. Get Back (Take 19) – 3:57
10. Like Making an Album? (Speech) – 0:42
11. One After 909 (Take 3) – 3:27
12. Don't Let Me Down (First Rooftop Performance) – 3:28
Erstveröffentlichung auf dem Album Let It Be… Naked
13. The Long and Winding Road (Take 19) – 3:47
Erstveröffentlichung auf dem Album Let It Be… Naked
14. Wake Up Little Susie / I Me Mine (Take 11) (Felice Bryant, Boudleaux Bryant / Harrison) – 2:15

CD 3: Get Back – Rehearsals and Apple Jams
1. On the Day Shifts Now / All Things Must Pass (Speech / Rehearsals) (Harrison) – 4:22
2. Concentrate on the Sound – 1:07
Erstveröffentlichung (Teile) auf dem Album Let It Be… Naked - Fly on the Wall
3. Gimme Some Truth (Rehearsals) (Lennon) – 1:19
4. I Me Mine (Rehearsals) (Harrison) – 1:35
5. She Came in Through the Bathroom Window (Rehearsals) – 2:50
Erstveröffentlichung dieser Version auf dem Album Anthology 3
6. Polythene Pam (Rehearsals) – 1:19
7. Octopus's Garden (Rehearsals) (Starkey) – 1:50
8. Oh! Darling (Jam) – 5:19
Erstveröffentlichung dieser Version auf dem Album Anthology 3
9. Get Back (Take 8) – 3:52
10. The Walk (Jam) (Jimmy McCracklin, Bob Garlic) – 0:55
11. Without a Song (Jam – Billy Preston with John and Ringo) (Vincent Youmans, Billy Rose, Edward Eliscu) – 2:00
12. Something (Rehearsals) (Harrison) – 1:24
13. Let It Be (Take 28) – 4:42
Erstveröffentlichung auf dem Album Let It Be… Naked

CD 4: Get Back LP – 1969 Glyn Johns Mix
Obwohl angegeben wird, dass es sich bei dem Album um den 1969er Glyn Johns Mix handelt, wurde in Europa eine Version veröffentlicht, die außer bei Teddy Boy, die 1970er Abmischungen beinhaltet. In Japan wurde hingegen die 1969er Abmischung veröffentlicht.
1. One After 909 – 3:06
Erstveröffentlichung auf dem Album Let It Be
2. I'm Ready (Rocker) / Save the Last Dance for Me / Don't Let Me Down (Medley) (Fats Domino, Al Lewis, Sylvester Bradford) / (Doc Pomus, Mort Shuman) / (Lennon/McCartney) – 1:56
3. Don't Let Me Down – 4:05
4. Dig a Pony – 4:13
5. I've Got a Feeling – 2:53
Erstveröffentlichung auf dem Album Anthology 3
6. Get Back – 3:13
Erstveröffentlichung auf der Single Get Back
7. For You Blue (Harrison) – 2:53
8. Teddy Boy (McCartney) – 3:41
Erstveröffentlichung (Teile) auf dem Album Anthology 3
9. Two of Us – 3:29
10. Maggie Mae (Traditional) – 0:38
Erstveröffentlichung auf dem Album Let It Be
11. Dig It (Lennon, McCartney, Harrison, Starkey) – 4:09
12. Let It Be – 4:09
13. The Long And Winding Road – 3:39
14. Get Back (Reprise) – 0:40

CD 5: Let It Be EP
1. Across The Universe (Unreleased Glyn Johns 1970 Mix) – 3:31
2. I Me Mine (Unreleased Glyn Johns 1970 Mix) (Harrison) – 1:45
3. Don't Let Me Down (New Mix of Original Single Version) – 4:08
4. Let It Be (New Mix of Original Single Version) – 3:52

CD 6: Blu-Ray
- 2021 Dolby ATMOS album mix
- 2021 DTS-HD Master Audio 5.1 album mix
- 2021 Album mix in high resolution PCM stereo

Deluxe LP-Version (4 LPs/1 EP)
In der Pappbox befindet sich das Album Let It Be (2021 Mix) sowie drei weitere Alben (Get Back – Apple Sessions und Get Back – Rehearsals and Apple Jams als aufklappbares Doppelalbum, Get Back LP – 1969 Glyn Johns Mix) und eine EP. Für das Cover des Albums Get Back LP – 1969 Glyn Johns Mix wurde das Foto von Angus McBean verwendet, das das Motiv des ersten Albums Please Please Me nachstellt. Die beiden Einzel- und das Doppelalbum wurden auf 180-Gramm-Vinyl gepresst. Der Box ist ein 105-seitiges Hardcoverbuch (25 cm × 30 cm) beigelegt (siehe Super Deluxe Box).
LP 1: Let It Be Remix 2021
| Seite 1 1. Two of Us 2. Dig a Pony 3. Across the Universe 4. I Me Mine 5. Dig It 6. Let It Be 7. Maggie Mae | Seite 2 1. I’ve Got a Feeling 2. One After 909 3. The Long and Winding Road 4. For You Blue 5. Get Back |

LP 2: Get Back – Apple Sessions
| Seite 1 1. Morning Camera / Two of Us (Speech / Take 4) 2. Maggie Mae / Fancy My Chances with You 3. Can You Dig It? 4. I Don't Know Why I'm Moaning (Speech) 5. For You Blue (Take 4) 6. Let It Be / Please Please Me / Let It Be (Take 10) 7. I've Got a Feeling (Take 10) | Seite 2 1. Dig a Pony (Take 14) 2. Get Back (Take 19) 3. Like Making an Album? (Speech) 4. One After 909 (Take 3) 5. Don't Let Me Down (First Rooftop Performance) 6. The Long and Winding Road (Take 19) 7. Wake Up Little Susie / I Me Mine (Take 11) |

LP 3: Get Back – Rehearsals and Apple Jams
| Seite 1 1. On the Day Shifts Now" / All Things Must Pass (Speech / Rehearsals) 2. Concentrate on the Sound – 1:07 3. Gimme Some Truth (Rehearsals) 4. I Me Mine (Rehearsals) 5. She Came in Through the Bathroom Window (Rehearsals) 6. Polythene Pam (Rehearsals) 7. Octopus's Garden (Rehearsals) | Seite 2 1. Oh! Darling (Jam) 2. Get Back (Take 8) 3. The Walk (Jam) 4. Without a Song (Jam – Billy Preston with John and Ringo) 5. Something (Rehearsals) 6. Let It Be (Take 28) |

LP 4: Get Back LP – 1969 Glyn Johns Mix
| Seite 1 1. One After 909 2. I'm Ready (Rocker) / Save the Last Dance for Me / Don't Let Me Down (Medley) 3. Don't Let Me Down 4. Dig a Pony 5. I've Got a Feeling 6. Get Back | Seite 2 1. For You Blue 2. Teddy Boy 3. Two of Us 4. Maggie Mae 5. Dig It 6. Let It Be 7. The Long And Winding Road 8. Get Back (Reprise) |

LP 5: Let It Be EP
| Seite 1 1. Across The Universe (Unreleased Glyn Johns 1970 Mix) 2. I Me Mine (Unreleased Glyn Johns 1970 Mix) | Seite 2 1. Don't Let Me Down (New Mix of Original Single Version) 2. Let It Be (New Mix of Original Single Version) |

Deluxe CD-Version (2 CDs)
Die Deluxe Edition wird von einer Pappbox umfasst, diese beinhaltet ein 40-seitiges Begleitheft mit einem Vorwort von Paul McCartney und einem Vorwort von Giles Martin, Hintergrundinformationen zum Album, Daten zu den Aufnahmen und zu den einzelnen Liedern sowie diversen Fotos. Die beiden CDs sind einem Aufklappcover eingelegt.
CD 1:
- Let It Be (2021 Mix)

CD 2: Outtake Highlights
1. Morning Camera / Two of Us (Speech / Take 4)
2. Maggie Mae / Fancy My Chances with You
3. For You Blue (Take 4)
4. Let It Be / Please Please Me / Let It Be (Take 10)
5. The Walk (Jam)
6. I’ve Got a Feeling (Take 10)
7. Dig a Pony (Take 14)
8. Get Back (Take 8)
9. Like Making an Album? (Speech)
10. One After 909 (Take 3)
11. Don’t Let Me Down (First Rooftop performance)
12. The Long And Winding Road (Take 19)
13. Wake Up Little Susie / I Me Mine (Take 11)
14. Across The Universe (unreleased Glyn Johns 1970 mix)

CD-Version
Die CD Let It Be (2021 Mix) befindet sich in einem aufklappbaren Pappcover mit einem 20-seitigen Begleitheft.
LP-Version
Das Album in der 2021er Abmischung wurde auf 180-Gramm-Vinyl gepresst.
LP – Picture Disc
Das Album (2021 Mix) als Picture Disc.

## Aufnahmedaten
Die grundlegenden Aufnahmen für das Album fanden fast ausschließlich zwischen dem 22. und 31. Januar 1969 in den Apple Studios unter der Produktionsleitung von George Martin und Glyn Johns statt. Die erste (April–Mai 1969) und zweite (Dezember 1969-Januar 1970) Zusammenstellung und Abmischung des Albums erfolgte durch Glyn Johns in den Olympic Sound Studios. Die Aufnahme des Liedes I Me Mine und eine Überarbeitung von Let It Be erfolgte wiederum unter der Leitung von George Martin am 3. und 4. Januar 1970 in den Abbey Road Studios.
Die Nachbearbeitung des Albums im März/April 1970, unter der Leitung von Phil Spector, wurde wiederum in den Abbey Road Studios durchgeführt. Toningenieur der ursprünglichen Aufnahmen war Glyn Johns sowie seine Assistenten Alan Parsons und Neil Richmond. Die Toningenieure, die Phil Spector unterstützten, waren Peter Brown und seine Assistenten Roger Ferris und Richard Lush (1. April 1970). Als Gastmusiker wirkte bei dem Album Billy Preston bei folgenden Liedern des Albums mit: Dig a Pony, I’ve Got a Feeling, Get Back, Dig It, Let It Be und One After 909 sowie bei den nicht auf dem Album enthaltenen Aufnahmen Don’t Let Me Down, Oh! Darling und Rip It Up / Shake, Rattle and Roll / Blue Suede Shoes, Can You Dig It ?, The Walk und Without a Song.
Das Lied I Me Mine wurde ohne John Lennon, Fancy My Chances with You ohne Ringo Starr und Without a Song ohne Paul McCartney und George Harrison aufgenommen.
| Nr. | Lied                                                  | Aufnahmedaten (veröffentlichte Version ist fett dargestellt)     | Produzent / Toningenieur                                                                                      | Studio                                                                  | Besetzung / Gastmusiker | Tonträger (Erstveröffentlichung)                            |
| --- | ----------------------------------------------------- | ---------------------------------------------------------------- | --- | ----------------------------------------------------------------------- | --- | ----------------------------------------------------------- |
| 01  | Across the Universe                                   | 04., 8. Feb. 1968, 01. Apr. 1970 (Orchestrierung)                | George Martin (1968), Phil Spector (1970), Ken Scott (1968), Peter Brown (1970)                               | Abbey Road Studio 2 und 3                                               | - John Lennon: Leadgitarre, Akustikgitarre, Gesang - Paul McCartney: Klavier, Hintergrundgesang - George Harrison: Tabura, Sitar, Hintergrundgesang - Ringo Starr: Maracas - George Martin: Hammond-Orgel - nicht aufgeführte Musiker: 18 Geigen, 4 Viola, 4 Cello, Harfe, 3 Trompeten, 3 Posaunen, 2 Gitarren, 14 Sängerinnen (1. Apr. 1970) | No One’s Gonna Change Our World (Benefiz-Kompilationsalbum) |
| 02  | Dig a Pony                                            | 22., 24. + 28. Jan. 1969, 30. Jan. 1969, 05. Feb. 1969           | George Martin, Glyn Johns                                                                                     | Apple Studios, Dach des Apple-Gebäudes (veröffentlichte Version)        | - John Lennon: Leadgitarre, Gesang - Paul McCartney: Bass, Hintergrundgesang - George Harrison: Leadgitarre - Ringo Starr: Schlagzeug | Let It Be                                                   |
| 03  | She Came In Through the Bathroom Window               | 22. Jan. 1969                                                    | George Martin, Glyn Johns                                                                                     | Apple Studios                                                           | - John Lennon: Leadgitarre, Hintergrundgesang - Paul McCartney: Bass, Gesang - George Harrison: Leadgitarre - Ringo Starr: Schlagzeug | Anthology 3                                                 |
| 04  | I’ve Got a Feeling                                    | 22.–24., 27. + 28. Jan. 1969, 30. Jan. 1969, 05. Feb. 1969       | George Martin, Glyn Johns                                                                                     | Apple Studios / Dach des Apple-Gebäudes (veröffentlichte Version)       | - John Lennon: Rhythmusgitarre, Gesang - Paul McCartney: Bass, Gesang - George Harrison: Leadgitarre, Hintergrundgesang - Ringo Starr: Schlagzeug - Billy Preston: Elektrisches Klavier | Let It Be                                                   |
| 05  | Don’t Let Me Down                                     | 22. Jan. 1969, 28. Jan. 1969, 30. Jan. 1969                      | George Martin, Glyn Johns                                                                                     | Apple Studios                                                           | - John Lennon: Rhythmusgitarre, Gesang - Paul McCartney: Bass, Hintergrundgesang - George Harrison: Leadgitarre - Ringo Starr: Schlagzeug - Billy Preston: Keyboard, Elektrisches Klavier | Single-B-Seite von Get Back                                 |
| 06  | Get Back                                              | 23. Jan. 1969, 27. Jan. 1969, 28., 30. Jan. 1969, 05. Feb. 1969  | George Martin, Glyn Johns                                                                                     | Apple Studios                                                           | - John Lennon: Leadgitarre, Hintergrundgesang - Paul McCartney: Bass, Gesang - George Harrison: Rhythmusgitarre - Ringo Starr: Schlagzeug - Billy Preston: Elektrisches Klavier | Let It Be, ursprünglich Single-A-Seite                      |
| 07  | Two of Us                                             | 24. + 25. Jan. 1969, 31. Jan. 1969                               | George Martin, Glyn Johns                                                                                     | Apple Studios                                                           | - John Lennon: Akustikgitarre, Gesang - Paul McCartney: Akustikgitarre, Gesang - George Harrison: Leadgitarre - Ringo Starr: Schlagzeug | Let It Be                                                   |
| 08  | Teddy Boy                                             | 24. + 28. Jan. 1969                                              | Glyn Johns | Apple Studios                                                           | - Paul McCartney: Akustikgitarre, Gesang - John Lennon: Gesang - George Harrison: Leadgitarre - Ringo Starr: Schlagzeug | Anthology 3                                                 |
| 09  | Maggie Mae                                            | 24. Jan. 1969                                                    | Glyn Johns | Apple Studios                                                           | - John Lennon: Akustikgitarre, Gesang - Paul McCartney: Akustikgitarre, Gesang - George Harrison: Leadgitarre - Ringo Starr: Schlagzeug | Let It Be                                                   |
| 10  | Fancy My Chances with You                             | 24. Jan. 1969                                                    | Glyn Johns | Apple Studios                                                           | - John Lennon: Akustikgitarre, Gesang - Paul McCartney: Akustikgitarre, Gesang - George Harrison: Leadgitarre | Let It Be (Super-Deluxe-Edition-2021) Let It Be… Naked      |
| 11  | Dig It                                                | 24. Jan. 1969, 26. Jan. 1969                                     | George Martin, Glyn Johns                                                                                     | Apple Studios                                                           | - John Lennon: Gesang - Paul McCartney: Klavier - George Harrison: Leadgitarre - Ringo Starr: Schlagzeug - Billy Preston: Hammond-Orgel - George Martin: Maracas | Let It Be                                                   |
| 12  | Can You Dig It?                                       | 24. Jan. 1969                                                    | George Martin, Glyn Johns                                                                                     | Apple Studios                                                           | - John Lennon: Steelgitarre, Gesang - Paul McCartney: Bass, Gesang - George Harrison: Leadgitarre - Ringo Starr: Schlagzeug - Billy Preston: Hammond-Orgel | Let It Be (Super-Deluxe-Edition-2021)                       |
| 13  | For You Blue                                          | 25. Jan. 1969, 08. Jan. 1970 (neuer Gesang)                      | George Martin, Glyn Johns                                                                                     | Apple Studios (1969) / Olympic Sound Studios (1970)                     | - John Lennon: Steelgitarre - Paul McCartney: Klavier - George Harrison: Akustikgitarre, Gesang - Ringo Starr: Schlagzeug | Let It Be                                                   |
| 14  | Let It Be                                             | 25. + 26. Jan. 1969, 31. Jan. 1969, 30. Apr. 1969, 04. Jan. 1970 | George Martin, Chris Thomas (1969), Glyn Johns, Phil McDonald (1970)                                          | Apple Studios – Abbey Road Studio 3 (1969) / Abbey Road Studio 2 (1970) | - John Lennon: Bass - Paul McCartney: Klavier, Maracas (4. Jan. 1970), Gesang, Hintergrundgesang (4. Jan. 1970) - George Harrison: Leadgitarre (30. April 1969 und 4. Jan. 1970), Hintergrundgesang (4. Jan. 1970) - Ringo Starr: Schlagzeug (4. Jan. 1970) - Billy Preston: Orgel, elektrisches Klavier - Linda McCartney: Hintergrundgesang (4. Jan. 1970) - nicht aufgeführte Musiker: 2 Trompeten, 2 Posaunen, 1 Saxofon, Cello-Begleitung (4. Jan. 1970) | Let It Be                                                   |
| 15  | Rip It Up / Shake, Rattle and Roll / Blue Suede Shoes | 26. Jan. 1969                                                    | George Martin, Glyn Johns                                                                                     | Apple Studios                                                           | - John Lennon: Leadgitarre, Gesang - Paul McCartney: Klavier, Gesang - George Harrison: Bass, Gesang - Ringo Starr: Schlagzeug - Billy Preston: Hammond-Orgel | Anthology 3                                                 |
| 16  | The Long and Winding Road                             | 26. Jan. 1969, 31. Jan. 1969, 01. Apr. 1970 (Orchestrierung)     | George Martin (1969), Phil Spector (1970), Glyn Johns (1969), Peter Brown (1970)                              | Apple Studios (1969), Abbey Road Studio 1 (1970)                        | - John Lennon: Bass - Paul McCartney: Klavier, Gesang - George Harrison: Leadgitarre - Ringo Starr: Schlagzeug - nicht aufgeführte Musiker: 18 Geigen, 4 Viola, 4 Cello, Harfe, 3 Trompeten, 3 Posaunen, 2 Gitarren, 14 Sängerinnen (1. Apr. 1970) | Let It Be                                                   |
| 17  | The Walk                                              | 27. Jan. 1969                                                    | George Martin, Glyn Johns                                                                                     | Apple Studios                                                           | - John Lennon: Gitarre - Paul McCartney: Bass, Gesang - George Harrison: Leadgitarre - Ringo Starr: Schlagzeug - Billy Preston: Hammond-Orgel | Let It Be (Super-Deluxe-Edition-2021)                       |
| 18  | Oh! Darling                                           | 27. Jan. 1969                                                    | George Martin, Glyn Johns                                                                                     | Apple Studios                                                           | - John Lennon: Leadgitarre, Hintergrundgesang - Paul McCartney: Bass, Gesang - George Harrison: Leadgitarre - Ringo Starr: Schlagzeug - Billy Preston: Elektrisches Klavier | Anthology 3                                                 |
| 19  | Without a Song                                        | 28. Jan. 1969                                                    | George Martin, Glyn Johns                                                                                     | Apple Studios                                                           | - John Lennon: Gitarre - Ringo Starr: Schlagzeug - Billy Preston: Klavier, Gesang | Let It Be (Super-Deluxe-Edition-2021)                       |
| 20  | One After 909                                         | 28.–30. Jan. 1969                                                | George Martin, Glyn Johns                                                                                     | Apple Studios, Dach des Apple-Gebäudes (veröffentlichte Version)        | - John Lennon: Leadgitarre, Gesang - Paul McCartney: Bass, Gesang - George Harrison: Rhythmusgitarre - Ringo Starr: Schlagzeug - Billy Preston: Elektrisches Klavier | Let It Be                                                   |
| 21  | Mailman, Bring Me No More Blues                       | 29. Jan. 1969                                                    | George Martin, Glyn Johns                                                                                     | Apple Studios                                                           | - John Lennon: Leadgitarre, Gesang - Paul McCartney: Bass, Gesang - George Harrison: Leadgitarre - Ringo Starr: Schlagzeug | Anthology 3                                                 |
| 22  | I Me Mine                                             | 03. Jan. 1970, 01. Apr. 1970 (Orchestrierung)                    | George Martin (Januar 1970), Phil Spector (April 1970), Phil McDonald (Januar 1970), Peter Brown (April 1970) | Abbey Road Studio 2 und 1                                               | - Paul McCartney: Bass, Hammondorgel, Elektrisches Klavier, Hintergrundgesang - George Harrison: Leadgitarre, Akustische Gitarre, Gesang - Ringo Starr: Schlagzeug - nicht aufgeführte Musiker: 18 Geigen, 4 Viola, 4 Cello, Harfe, 3 Trompeten, 3 Posaunen (1. Apr. 1970) | Let It Be                                                   |

## Unveröffentlichte Aufnahmen für das ProjektGet Back/Let It Be

### Twickenham Film Studios
Vom 2. bis zum 14. Januar 1969 waren die Beatles in den Twickenham Film Studios, bei denen sie bei Probeaufnahmen für ein geplantes Album gefilmt wurden. Es wurden aber nicht nur die potenziellen Titel für das Album geprobt, sondern auch (teilweise) noch unfertige Lieder des Albums Abbey Road sowie Titel, die erst auf Soloalben der Beatles veröffentlicht wurden, oder bis dato unveröffentlicht blieben. Weiterhin wurden viele ältere Beatles-Aufnahmen neu eingespielt sowie zahlreiche Lieder anderer Künstler. Die meisten der Aufnahmen wurden nur angespielt oder blieben bruchstückhaft. Die Tonspuraufnahmen des Films erfolgten auf Nagra-Tonbändern in Mono. Die folgende Auflistung umfasst deshalb nur eine kleine Auswahl von Aufnahmen, wobei nur das erste Aufnahmedatum aufgeführt wird:
| Titel                               | Aufnahmedatum | Anmerkung | Quelle                                          |
| ----------------------------------- | ------------- | --- | ----------------------------------------------- |
| Let It Down                         | 02. Jan. 1969 | Eine Harrison-Komposition, die auf dem Harrison-Album All Things Must Pass veröffentlicht wurde                                  | The Unreleased Beatles Music & Film, S. 230     |
| Hear Me Lord                        | 06. Jan. 1969 | Eine Harrison-Komposition, die auf dem Harrison-Album All Things Must Pass veröffentlicht wurde                                  | The Unreleased Beatles Music & Film, S. 238     |
| The Palace of the King of the Birds | 06. Jan. 1969 | Eine McCartney-Komposition, die in der Dokumentationsserie The Beatles: Get Back veröffentlicht wurde                            | The Unreleased Beatles Music & Film, S. 238/239 |
| Gone Gone Gone                      | 07. Jan. 1969 | Eine Carl-Perkins-Komposition | The Unreleased Beatles Music & Film, S. 239     |
| Commonwealth                        | 09. Jan. 1969 | Eine spontane Beatles-Komposition, die in der Dokumentationsserie The Beatles: Get Back veröffentlicht wurde.                    | The Unreleased Beatles Music & Film, S. 242     |
| Mama, You’ve Been on My Mind        | 09. Jan. 1969 | Eine von George Harrison gesungene Dylan-Komposition, die in der Dokumentationsserie The Beatles: Get Back veröffentlicht wurde. | The Unreleased Beatles Music & Film, S. 242     |
| Suzy Parker                         | 09. Jan. 1969 | Dieser Titel ist auch im Film Let It Be enthalten                                                                                | The Unreleased Beatles Music & Film, S. 242     |
| Don’t Be Cruel                      | 10. Jan. 1969 | Eine humorvolle Version des Elvis-Presley-Titels                                                                                 | The Unreleased Beatles Music & Film, S. 245     |
| On a Sunny Island                   | 10. Jan. 1969 | Eine humorvolle Lennon-Komposition mit lateinamerikanischem Rhythmus                                                             | The Unreleased Beatles Music & Film, S. 245     |
| Jazz Piano Song                     | 14. Jan. 1969 | Dieser Titel ist auch im Film Let It Be enthalten.                                                                               | The Unreleased Beatles Music & Film, S. 247     |
| Madman                              | 14. Jan. 1969 | Eine Lennon-Komposition, die in der Dokumentationsserie The Beatles: Get Back veröffentlicht wurde.                              | The Unreleased Beatles Music & Film, S. 247     |
| Watching Rainbows                   | 14. Jan. 1969 | Eine Lennon-Komposition, die bisher nicht veröffentlicht wurde                                                                   | The Unreleased Beatles Music & Film, S. 247     |

### Apple Studios
Vom 22. bis zum 31. Januar 1969 waren die Beatles in den Apple Studios, wo weitere Probe- und Studioaufnahmen für ein geplantes Album gefilmt wurden. Wiederum wurden weitere, bisher nicht veröffentlichte Titel aufgenommen. Die nachfolgende Auflistung umfasst eine Auswahl von Titeln, die in Mark Lewisohns Buch The Complete Beatles Recording Sessions erwähnt werden, weiterhin dient als Quelle das Buch The Unreleased Beatles Music & Film von Richie Unterberger:
| Titel                                                                                     | Aufnahmedatum   | Anmerkung | Quelle                                          |
| ----------------------------------------------------------------------------------------- | --------------- | --- | ----------------------------------------------- |
| Singing the Blues                                                                         | 24. Jan. 1969   | Ein Hit von Guy Mitchell aus dem Jahr 1956, eine Komposition von Melvin Endsley | The Unreleased Beatles Music & Film, S. 252     |
| Every Night                                                                               | 24. Jan. 1969   | Eine McCartney-Komposition, die im April 1970 auf dem Album McCartney veröffentlicht wurde | The Unreleased Beatles Music & Film, S. 252     |
| Hot as Sun                                                                                | 24. Jan. 1969   | Eine McCartney-Komposition, die im April 1970 auf dem Album McCartney veröffentlicht wurde, hier teilweise mit Gesang | The Unreleased Beatles Music & Film, S. 252     |
| There You Go Eddie                                                                        | 24. Jan. 1969   | Eine weitere McCartney-Komposition, die bisher nicht veröffentlicht wurde | The Unreleased Beatles Music & Film, S. 252     |
| I Lost My Little Girl                                                                     | 25. Jan. 1969   | Eine McCartney-Komposition, die im Mai 1991 auf dem Album Unplugged (The Official Bootleg) veröffentlicht wurde, hier überwiegend mit Gesang von John Lennon. I Lost My Little Girl ist auch in der Dokumentationsserie The Beatles: Get Back zu hören. | The Unreleased Beatles Music & Film, S. 254     |
| Bye Bye Love                                                                              | 25. Jan. 1969   | Ein von Lennon und McCartney gesungener Titel der Everly Brothers von 1957, die in der Dokumentationsserie The Beatles: Get Back veröffentlicht wurde.                                                                                                  | The complete Beatles recording sessions, S. 166 |
| Medley: Kansas City / Miss Ann / Lawdy Miss Clawdy                                        | 26. Jan. 1969   | Ein Medley aus Rock-’n’-Roll-Titeln. Dieser Medley ist auch im Film Let It Be enthalten | The complete Beatles recording sessions, S. 167 |
| You Really Got a Hold on Me                                                               | 26. Jan. 1969   | Eine Neuaufnahme des Stücks von Smokey Robinson (Erstaufnahme 1963, With The Beatles). Dieser Titel ist auch im Film Let It Be enthalten | The complete Beatles recording sessions, S. 167 |
| Tracks of My Tears                                                                        | 26. Jan. 1969   | Ein weiterer Titel von Smokey Robinson, überwiegend Instrumentalaufnahme | The complete Beatles recording sessions, S. 167 |
| Isn’t It a Pity                                                                           | 26. Jan. 1969   | Komposition von George Harrison; lediglich Gesang und Gitarre, die auf dem Harrison-Album All Things Must Pass veröffentlicht wurde. Isn’t it A Pity ist auch in der Dokumentationsserie The Beatles: Get Back im Abspann des ersten Teils zu hören.    | The complete Beatles recording sessions, S. 167 |
| Suicide                                                                                   | 26. Jan. 1969   | Eine McCartney-Komposition, von der ein kurzes Fragment im April 1970 auf dem Album McCartney veröffentlicht wurde (die vollständige Version des Liedes erschien als einer der Bonus-Titel bei der Wiederveröffentlichung im Juni 2011)                 | The Unreleased Beatles Music & Film, S. 255     |
| I Told You Before                                                                         | 26. Jan. 1969   | Eine Beatles-Komposition, die in der Dokumentationsserie The Beatles: Get Back veröffentlicht wurde | The Unreleased Beatles Music & Film, S. 255     |
| Love Me Do                                                                                | 28. Jan. 1969   | Bluesartige Neuaufnahme der ersten Beatles-Single, die in der Dokumentationsserie The Beatles: Get Back veröffentlicht wurde. | The complete Beatles recording sessions, S. 168 |
| The River Rhine                                                                           | 28. Jan. 1969   | Eine bluesige Beatles-Komposition, teilweise mit dem Text von The Long and Winding Road | The Unreleased Beatles Music & Film, S. 258     |
| I Want You (She’s So Heavy)                                                               | 29. Jan. 1969   | Erste Aufnahme des Liedes, Neuaufnahme wurde auf Abbey Road veröffentlicht. I Want You (She’s So Heavy) wurde auch in der Dokumentationsserie The Beatles: Get Back veröffentlicht.                                                                     | The complete Beatles recording sessions, S. 168 |
| Maybe Baby                                                                                | 29. Jan. 1969   | Eine Buddy-Holly-Komposition aus dem Jahr 1957, hier von John Lennon gesungen | The Unreleased Beatles Music & Film, S. 260     |
| Peggy Sue Got Married                                                                     | 29. Jan. 1969   | Eine weitere Buddy-Holly-Komposition aus dem Jahr 1959, von John Lennon gesungen | The Unreleased Beatles Music & Film, S. 260     |
| Not Fade Away                                                                             | 29. Jan. 1969   | Ein Titel von Buddy Holly aus dem Jahr 1957 | The complete Beatles recording sessions, S. 168 |
| Besame Mucho                                                                              | 29. Jan. 1969   | Ein Titel von den Coasters aus dem Jahr 1960. Dieser Titel ist auch im Film Let It Be enthalten | The complete Beatles recording sessions, S. 168 |
| Lady Madonna                                                                              | 31. Jan. 1969   | Neuaufnahme | The complete Beatles recording sessions, S. 170 |
| Lost John                                                                                 | 31. Jan. 1969   | Ein traditionelles Lied von John Lennon gesungen | The Unreleased Beatles Music & Film, S. 262     |
| Black Dog Blues (Daddy, Where You Been So Long?) / The Right String (But the Wrong Yo-Yo) | 31. Januar 1969 | Ein (traditionelles) Medley von John Lennon gesungen | The Unreleased Beatles Music & Film, S. 262     |

### Unvollständige aufgenommene Beatles-Lieder
Während der Sessions für den Film Let It Be wurden weitere Beatles-Kompositionen angespielt oder unvollständig aufgenommen. Die folgende Liste stellt nur eine Auswahl dar.
| Titel                   | Aufnahmedatum       | Anmerkung | Quelle                                           |
| ----------------------- | ------------------- | --- | ------------------------------------------------ |
| Thinking of Linking     | 03. Jan. 1969       | Die Aufnahme ist weniger als eine halbe Minute lang, eine weitere unvollständige Neuaufnahme wurde am 23. Juni 1994 durchgeführt und auf der Bonus-DVD der Anthology-Serie veröffentlicht. Thinking of Linking wurde auch in der Dokumentationsserie The Beatles: Get Back veröffentlicht. | The Unreleased Beatles Music & Film, S. 357      |
| Just Fun                | 08. Jan. 1969       | Die Aufnahme ist weniger als eine halbe Minute lang, sie wurde in der Dokumentationsserie The Beatles: Get Back veröffentlicht. | The Unreleased Beatles Music & Film, S. 356      |
| Another Day             | 09. Jan. 1969       | Eine McCartney-Komposition, die im Februar 1971 als Single veröffentlicht wurde. Another Day wurde auch in der Dokumentationsserie The Beatles: Get Back veröffentlicht. | The Unreleased Beatles Music & Film, S. 243      |
| The Back Seat of My Car | 14. Jan. 1969       | Eine McCartney-Komposition, die im Mai 1971 auf dem Album Ram veröffentlicht wurde. The Back Seat of My Car wurde auch in der Dokumentationsserie The Beatles: Get Back veröffentlicht. | The Unreleased Beatles Music & Film, S. 247      |
| Too Bad About Sorrows   | 21. Jan. 1969       | Die Aufnahme ist etwa eine halbe Minute lang, sie wurde in der Dokumentationsserie The Beatles: Get Back veröffentlicht. | The Unreleased Beatles Music & Film, S. 357      |
| Window Window           | 21. + 24. Jan. 1969 | Eine Harrison-Komposition, die 2021 auf der Wiederveröffentlichung des Harrison-Albums All Things Must Pass veröffentlicht wurde. Window Window wurde auch in der Dokumentationsserie The Beatles: Get Back veröffentlicht.                                                                | The Unreleased Beatles Music & Film, S. 247, 252 |

## Chartplatzierungen des Albums
| Album                                            | Album                           | Datum der Veröffentlichung | Datum der Veröffentlichung | Datum der Veröffentlichung | Beste Charts-Platzierung | Beste Charts-Platzierung | Beste Charts-Platzierung | Label Katalognr.                                                                                  | Label Katalognr.                                                                                  | Label Katalognr.                                                                                  |
| Typ                                              | Titel                           | GB                         | US                         | DE                         | GB                       | US                       | DE                       | GB                                                                                                | US                                                                                                | DE                                                                                                |
| ------------------------------------------------ | ------------------------------- | -------------------------- | -------------------------- | -------------------------- | ------------------------ | ------------------------ | ------------------------ | ------------------------------------------------------------------------------------------------- | ------------------------------------------------------------------------------------------------- | ------------------------------------------------------------------------------------------------- |
| Studioalbum                                      | Let It Be                       | 8. Mai 1970                | 18. Mai 1970               | 8. Mai 1970                | 1                        | 1                        | 3                        | Apple PCS 7096                                                                                    | Apple AR 34001                                                                                    | Apple 1C 062-04 433                                                                               |
| Studioalbum CD-Erstveröffentlichung              | Let It Be                       | 20. Okt. 1987              | 20. Okt. 1987              | Okt. 1987                  | 50                       | 88                       | –                        | Parlophone CDP 7 46447 2                                                                          | Capitol CDP 7 46447 2                                                                             | EMI CDP 7 46447 2                                                                                 |
| Studioalbum Remasterte CD-Wiederveröffentlichung | Let It Be                       | 9. Sep. 2009               | 9. Sep. 2009               | 9. Sep. 2009               | 49                       | –                        | 86                       | Apple/EMI 3824722                                                                                 | Apple/Capitol 3824722                                                                             | Apple/EMI 3824722                                                                                 |
| Studioalbum                                      | Let It Be (Anniversary Edition) | 15. Okt. 2021              | 15. Okt. 2021              | 15. Okt. 2021              | 2                        | 5                        | 3                        | Apple/Universal CD: 0602507138585 2er CD: 0602507138622 CD-Box: 602507138691 LP-Box: 602507138899 | Apple/Universal CD: 0602507138585 2er CD: 0602507138622 CD-Box: 602507138691 LP-Box: 602507138899 | Apple/Universal CD: 0602507138585 2er CD: 0602507138622 CD-Box: 602507138691 LP-Box: 602507138899 |

## Single-Auskopplungen
| Single                                            | Datum der Veröffentlichung | Datum der Veröffentlichung | Datum der Veröffentlichung | Beste Charts-Platzierung | Beste Charts-Platzierung | Beste Charts-Platzierung | Label Katalognr. | Label Katalognr. | Label Katalognr.   |
| A-Seite / B-Seite                                 | GB                         | US                         | DE                         | GB                       | US                       | DE                       | GB               | US               | DE                 |
| ------------------------------------------------- | -------------------------- | -------------------------- | -------------------------- | ------------------------ | ------------------------ | ------------------------ | ---------------- | ---------------- | ------------------ |
| Get Back / Don’t Let Me Down                      | 11. Apr. 1969              | 5. Mai 1969                | 21. Apr. 1969              | 01                       | 01 / 35                  | 01                       | Apple R5777      | Apple 2490       | Apple 1C 006-04084 |
| Let It Be / You Know My Name (Look Up the Number) | 6. März 1970               | 11. März 1970              | 6. März 1970               | 02                       | 01 / –                   | 02                       | Apple R5833      | Apple 2764       | Apple 1C 006-04353 |
| The Long and Winding Road / For You Blue          | –                          | 11. Mai 1970               | 26. Juni 1970              | n.v.                     | 01 / –                   | 26                       | –                | Apple 2832       | Apple 1C 006-04514 |

## Verkaufszahlen und Auszeichnungen
| Land/Region                  | Auszeichnungen für Musikverkäufe (Land/Region, Auszeichnung, Verkäufe) | Verkäufe  |
| ---------------------------- | ---------------------------------------------------------------------- | --------- |
| Argentinien (CAPIF)          | 2× Platin                                                              | 120.000   |
| Australien (ARIA)            | Platin                                                                 | 70.000    |
| Dänemark (IFPI)              | Platin                                                                 | 20.000    |
| Frankreich (SNEP)            | Gold                                                                   | 100.000   |
| Italien (FIMI)               | Gold                                                                   | 25.000    |
| Kanada (MC)                  | 4× Platin                                                              | 400.000   |
| Neuseeland (RMNZ)            | 2× Platin                                                              | 30.000    |
| Vereinigte Staaten (RIAA)    | 4× Platin                                                              | 4.000.000 |
| Vereinigtes Königreich (BPI) | Platin                                                                 | 300.000   |
| Insgesamt                    | 2× Gold · 15× Platin ·                                                 | 5.045.000 |